# Сернио
Сѐрнио (на италиански: Sernio, на западноломбардски: Sèran, Серан) е село и община в Северна Италия, провинция Сондрио, регион Ломбардия. Разположено е на 632 m надморска височина. Населението на общината е 503 души (към 2010 г.).